# Vapor Trails
| Recensione | Giudizio |
| ---------- | -------- |
| AllMusic   |          |

Vapor Trails è il diciassettesimo studio album del gruppo progressive canadese Rush, realizzato nel maggio 2002.
Registrato tra gennaio e novembre 2001 presso i Reaction Studio di Toronto e mixato al Metalworks di Mississauga tra dicembre 2001 e febbraio 2002, l'album è stato pubblicato il 14 maggio 2002. Si tratta del primo album in studio dopo una pausa di quasi 6 anni, dovuta alla tragedia familiare di Peart che ha visto morire in breve tempo la figlia e la moglie.
Il disco ha ottenuto un successo notevole entrando nelle classifiche americane al numero 6 e in quelle canadesi al 3 al momento del suo debutto, e rientrandovi nel 2013 in occasione della pubblicazione della versione remixata. Dall'album sono stati estratti esclusivamente singoli promozionali.

## Descrizione
Vapor Trails nacque in un contesto molto insolito e particolare, dopo un lungo periodo di inattività del gruppo: i tempi, i metodi di lavorazione furono perciò molto diversi rispetto a quelli normalmente utilizzati in passato. Dall'album sono stati estratti tre singoli promozionali: Sweet Miracle, One Little Victory, uno tra i pezzi più apprezzati del disco, e Secret Touch; quest'ultima, con i suoi 6 minuti e 34 secondi, diventa la canzone più lunga dei Rush dal 1981. Il testo di Ghost Rider fa esplicito riferimento al lunghissimo viaggio in motocicletta intrapreso da Neil Peart in seguito ai lutti che ha subìto, viaggio descritto più approfonditamente in un libro. Freeze diventa il quarto nuovo capitolo della serie Fears realizzata negli anni ottanta. Peacebable Kingdom rievoca indirettamente i fatti dell'11 settembre.
Nel disco risaltano suoni potenti e aggressivi, lo strumento principale è la chitarra, che assume un ruolo ancora più dominante rispetto ai lavori del passato, anche se non sono presenti assoli in quasi nessuna traccia. Per la prima volta dai tempi di Caress of Steel non compaiono tastiere in nessuno dei brani. A causa di problemi e di scelte sbagliate in fase di mastering il suono dell'album non risulta nitido, ma anzi pastoso, opaco e distorto se ascoltato ad alti volumi,  presentando i tipici limiti determinati dalla cosiddetta "guerra del volume". Per rispondere a queste carenze nel 2013 è stata realizzata una versione dell'album (Vapor Trails Remixed) rimasterizzato e remixato da Andy VanDette e David Bottrill.
Secondo Neil Peart i Rush dopo 5 anni di pausa si sono trovati nel gennaio 2001 presso degli studi di registrazione di Toronto per iniziare un nuovo progetto. I tre si sono divisi i compiti secondo il solito schema: da una parte Lee e Lifeson a scrivere nuove parti musicali, dall'altra Peart a comporre testi, prendendo spunto dai vari appunti presi nel tempo. Per il futuro album non c'erano tempi certi, progetti definiti, ma solo l'intenzione di lavorare insieme. Scritti i testi per 6 canzoni Peart si è preso una pausa e dedicato alla scrittura di un libro; nel frattempo Lee ha cominciato a assemblare i vari segmenti musicali da poco composti per formare dei pezzi completi, aiutandosi con il computer. Lentamente le prime canzoni prendevano forma: Out of the Cradle, Vapor Trail, The Star Look Down e Earthshine (la cui parte musicale sarà successivamente riscritta da zero). Neil ha ripreso nuovamente a comporre versi per altre canzoni e a perfezionare parti di batteria, e altre canzoni sono state completate: One Little Victory, Nocturne e Ceiling Unlimited. Passati circa 6 mesi dall'inizio dei lavori è stato coinvolto un produttore, Paul Northfield, scelto dalla volontà di collaborare con una persona che conoscesse bene il gruppo. Utilizzando un metodo di lavoro mai impiegato in precedenza, si è proceduto alla registrazione di brani oramai completi, alla contemporanea finitura di altri, e alla composizione di nuove canzoni. L'influenza del produttore è stata notevole, in particolare sul brano Ghost Rider, o incoraggiando i Rush nella composizione di pezzi come Peaceable Kingdom e Freeze. Concluse le registrazioni con il missaggio finale sono emerse delle problematiche che hanno spinto il gruppo a coinvolgere un tecnico esterno, David Leonard. Non essendoci un particolare tema conduttore che lega i testi dell'album,  come titolo è stato scelto semplicemente quello di un brano, portandolo al plurale. Riguardo alla sequenza delle canzoni nell'album l'unico punto fermo era quello di porre in apertura One Little Victory. Peart dichiara di aver preso spunto dai versi di Walt Whitman, Thomas Wolfe, Joseph Conrad, Oscar Wilde, Chitra Banerjee Divakaruni, Wystan Hugh Auden, Edward Abbey.
I giudizi sull'album sono in genere favorevoli: Billboard parla di un trionfo; Vapor Trails è un album che ascolto dopo ascolto diviene più ricco di sfumature e prezioso. Viene elogiato il lavoro di Lifeson alla chitarra, la precisione di Peart e la disinvoltura di Lee nel gestire basso e voce. Guitar World pur non ritenendo i brani eccelsi, plaude al rientro in scena della band, che sfoggia potenza e classe: la tecnica di Peart contraddistinta da parti notevoli in ogni singolo brano; la varietà di Lifeson, che pur rinunciando quasi del tutto agli assoli riesce a sorprendere in ogni momento; la potenza al basso di Lee e il suo cantato molto più caldo che in passato. Nonostante ciò non è tanto la prestazione dei singoli membri a elevare il livello del disco, ma il grande amalgama tra i tre. All Music reputa il fatto stesso che i Rush abbiano continuato a produrre musica dopo le vicende personali di Peart un successo; l'album ha un suono diretto e incisivo, e il cantato di Geddy risulta molto maturato.

## Tracce
Testi di Neil Peart, musiche di Geddy Lee e Alex Lifeson.
1. One Little Victory – 5:08
2. Ceiling Unlimited – 5:28
3. Ghost Rider – 5:41
4. Peaceable Kingdom – 5:23
5. The Stars Look Down – 4:28
6. How It Is – 4:05
7. Vapor Trail – 4:57
8. Secret Touch – 6:34
9. Earthshine – 5:38
10. Sweet Miracle – 3:40
11. Nocturne – 4:49
12. Freeze (Part IV of Fear) – 6:21
13. Out Of The Cradle – 5:03

## Formazione
- Geddy Lee - voce, basso
- Alex Lifeson - chitarra elettrica e acustica, mandola
- Neil Peart - batteria, percussioni

## Classifiche
| Classifica (2002) | Posizione massima |
| ----------------- | ----------------- |
| Stati Uniti       | 6                 |
| Classifica (2013) | Posizione massima |
| Stati Uniti       | 35                |

## Principali edizioni e formati
Vapor Trails è stato pubblicato in varie edizioni e formati; queste le principali:
- 2002, Anthem Records (solo Canada), formato: CD
- 2002, Atlantic Records, formato: CD, doppio LP
- 2013, Anthem Records (solo Canada), formato: CD, rimasterizzato, remixato (Vapor Trails Remixed)
- 2013, Atlantic Records, formato: CD, doppio LP (vinile 180 g.), rimasterizzato, remixato (Vapor Trails Remixed)
- 2013, Atlantic Records, all'interno del cofanetto The Studio Albums 1989-2007, formato: CD, rimasterizzato, remixato (Vapor Trails Remixed)

### Vapor Trails Remixed
Edizione rimasterizzata e remixata da Andy VanDette e David Bottrill pubblicata il 1º ottobre 2013 in versione CD e doppio vinile, ma anche all'interno del cofanetto The Studio Albums 1989-2007; esso presenta le 13 tracce dell'album e una nuova versione della copertina (curata da Lisa Gines), con l'immagine principale riprodotta su fondo chiaro anziché su fondo nero e bianco come nell'edizione originale realizzata da Hugh Syme. Nella raccolta Retrospective III del 2009 due brani provenienti da Vapor Trails, One Little Victory ed Earthshine, compaiono in una diversa versione remixata.